# Cat Lo
Cat Lo era una base navale utilizzata dalla U.S. Navy, dalla Guardia Costiera statunitense e dalla Marina della Repubblica del Vietnam durante la guerra del Vietnam. Questa base era situata nella Repubblica del Vietnam del Sud a circa 10 km (6,2 miglia) a nord est della città di Vũng Tàu.

## Storia
La Marina statunitense realizzò nel 1965 Cat Lo quale base per le Patrol Craft Fast (PCB) dello Squadron 1 della Division 103. Questa unità era datata di 16 PCB, conosciuta anche come Swift Boat. La base forniva gli attracchi, i servizi di manutenzione e riparazione delle imbarcazioni e di supporto per tutto il personale, che in alcuni periodi raggiunse un totale di 600 unità.
Le operazioni di dragaggio per la costruzione della base richiesero tre anni per essere portate a termine. Durante la fase di costruzione, la base ospitò anche il Detachment C del Construction Battalion Maintenance 302.
A partire dal 22 febbraio del 1966 da Cat Lo iniziarono le operazioni dell'appena costituita Division 13 della Guardia Costiera statunitense.
Agli inizi del 1966 Ca Lo divenne la base delle River Division 53 e River Division 54, unità dotate di imbarcazioni PBR.
Questa base venne anche utilizzata per sperimentare l'impiego in Vietnam dei Patrol Air Cushion Vehicle, in pratica degli hovercraft da combattimento, e vi venne schierata la PACV Division 107 durante il suo primo dispiegamento in questo teatro operativo.
Nella base era anche stato installato un trasmettitore della stazione radio dell'American Forces Network.
Nel 1971 la base venne consegnata alla Marina della Repubblica del Vietnam del Sud.